# Los Puertos de Morella
Los Puertos de Morella  (oficialmente y en valenciano Els Ports) es una comarca interior y montañosa de la provincia de Castellón (España), al norte de la Comunidad Valenciana, con capital en Morella.

## Geografía
Limita al norte y al oeste con las provincias de Teruel y Tarragona a través del Tosal del Rey y los puertos de Tortosa-Beceite. El límite oriental limita con la parte costera del Maestrazgo, concretamente con la comarca del Bajo Maestrazgo y al sur limita con el Alto Maestrazgo.

## Municipios
| Municipio             | Población (2023) | Superficie | Densidad |
| --------------------- | ---------------- | ---------- | -------- |
| Morella               | 2492             | 413,50     | 5,84     |
| Villafranca del Cid   | 2148             | 93,80      | 24,17    |
| Forcall               | 473              | 39,30      | 11,60    |
| Cinctorres            | 427              | 34,90      | 11,46    |
| Castellfort           | 188              | 66,70      | 2,68     |
| La Mata               | 179              | 15,20      | 10,53    |
| Portell de Morella    | 166              | 49,40      | 3,80     |
| Todolella             | 144              | 34,00      | 4,15     |
| Olocau del Rey        | 126              | 44,00      | 2,73     |
| Zorita del Maestrazgo | 117              | 68,80      | 1,61     |
| Vallibona             | 62               | 91,40      | 0,72     |
| Herbés                | 62               | 27,10      | 1,62     |
| Villores              | 54               | 5,30       | 7,92     |
| Palanques             | 36               | 14,30      | 2,38     |
| Total                 | 6620             | 997,7      | 6,58     |

## Lengua
La comarca está situada dentro del ámbito lingüístico valencianohablante (a excepción del municipio de Olocau del Rey, de habla castellana).

## Delimitaciones históricas
La comarca de Los Puertos también hace referencia a una de las llamadas comarcas naturales de la Comunidad Valenciana, de nombre Puertos de Morella. Esta antigua comarca histórica coincide en gran parte con Los Puertos actuales, salvo la excepción de Catí, que hoy en día pertenece a la comarca del Alto Maestrazgo. En el mapa de comarcas de Emili Beüt, Comarques naturals del Regne de València, publicado el año 1934, aparece la comarca histórica.
En 2023 se le agregó el municipio de Villafranca del Cid, que históricamente había integrado parte de esta comarca pero en la anterior delimitación pasó a formar parte del Alto Maestrazgo.